# Palm Beach, Queensland
Palm Beach är en del av en befolkad plats i Australien. Den ligger i kommunen Gold Coast och delstaten Queensland, omkring 84 kilometer sydost om delstatshuvudstaden Brisbane. Antalet invånare är 13 494.
Trakten är tätbefolkad. Närmaste större samhälle är Gold Coast, omkring 13 kilometer norr om Palm Beach. 
Genomsnittlig årsnederbörd är 1 876 millimeter. Den regnigaste månaden är januari, med i genomsnitt 327 mm nederbörd, och den torraste är oktober, med 40 mm nederbörd.